# Omens
Omens è il quarto album del duo musicale 3OH!3. L'album è stato pubblicato il 18 giugno 2013.

## Singoli
Il primo singolo "You're Gonna Love This" è stato pubblicato il 10 giugno 2012 ed il video il 15 settembre 2012. Il secondo singolo "Youngblood" è stato pubblicato il 13 novembre 2012 ed il video il 14 novembre 2012. Il 18 dicembre 2012 su iTunes è stato pubblicato "Do or die". Infine, "Back to life" è stato pubblicato come quarto singolo, assieme al video ufficiale, il 5 marzo 2013.

## Tracce
1. Omens – 1:37
2. Eyes Closed – 4:40
3. You're gonna love this – 3:31
4. Black Hole – 3:28
5. Make It Easy – 3:58
6. Youngblood – 3:23
7. Live for the Weekend – 3:53
8. Back to Life – 3:45
9. Hungover – 4:07
10. Two Girlfriends – 2:55
11. Do or Die – 3:59

Deluxe Edition
1. Slow Motion - 3:47
2. Go Fuck Yourself -  3:06
3. New Girl - 3:21
4. I've Become - 3:12